# Agents of S.H.I.E.L.D.: Slingshot
Marvel's Agents of S.H.I.E.L.D.: Slingshot, ou simplesmente Agents of S.H.I.E.L.D.: Slingshot,  é uma websérie norte-americana criada para a ABC.com, com base na personagem Elena "Yo-Yo" Rodriguez da Marvel Comics. É ambientada no Universo Cinematográfico Marvel, compartilhando continuidade com os filmes e outras séries de televisão da franquia, e é um complemento de Agents of S.H.I.E.L.D.. A série é produzida pela ABC Studios e Marvel Television.
Todos os episódios de Agents of S.H.I.E.L.D.: Slingshot foram lançados em 13 de dezembro de 2016.

## Produção
Agents of S.H.I.E.L.D.: Slingshot foi confirmada em 6 de dezembro de 2016, no final do episódio da quarta temporada de Agents of S.H.I.E.L.D., "As Leis da Dinâmica do Inferno". Produzida por ABC Studios e Marvel Television, cada episódio terá entre 3-6 minutos de duração. Natalia Cordova-Buckley observou que a série vai observar a postura de Elena "Yo-Yo" Rodriguez sobre a S.H.I.E.L.D. e outras burocracias.

### Ligações com o Universo Cinematográfico Marvel
A série ocorre pouco antes dos eventos da quarta temporada de Agents of S.H.I.E.L.D..

## Lançamento
Agents of S.H.I.E.L.D.: Slingshot vai estrear no ABC.com em 13 de dezembro de 2016, em seis episódios. Os episódios também estarão disponíveis no aplicativo móvel da ABC e no Marvel.com.